# Дворище (Тернопільський район)
Двори́ще — село в Україні, у Купчинецькій сільській громаді Тернопільського району Тернопільської області. Розташоване на річці Стрипа, на заході району. Підпорядковане Ішківській сільраді (до 2018).
Населення — 3 мешканці (2022).
Від 2018 року ввійшло у склад Купчинецької сільської громади.
14 жовтня 2011 року в селі освячено новозбудовану капличку за участю Владики Василія Семенюка.
12 червня 2020 року, відповідно до розпорядження Кабінету Міністрів України № 724-р «Про визначення адміністративних центрів та затвердження територій територіальних громад Тернопільської області» увійшло до складу Купчинецької сільської громади.
19 липня 2020 року, в результаті адміністративно-територіальної реформи та ліквідації Козівського району, село увійшло до складу Тернопільського району.

## Населення

### Мова
Розподіл населення за рідною мовою за даними перепису 2001 року:
| Мова       | Кількість | Відсоток |
| ---------- | --------- | -------- |
| українська | 61        | 100%     |

Місцева говірка належить до наддністрянського говору південно-західного наріччя української мови.

## Релігія
- каплиця Покрови святої Богородиці (освячена 14 жовтня 2011).

## Галерея

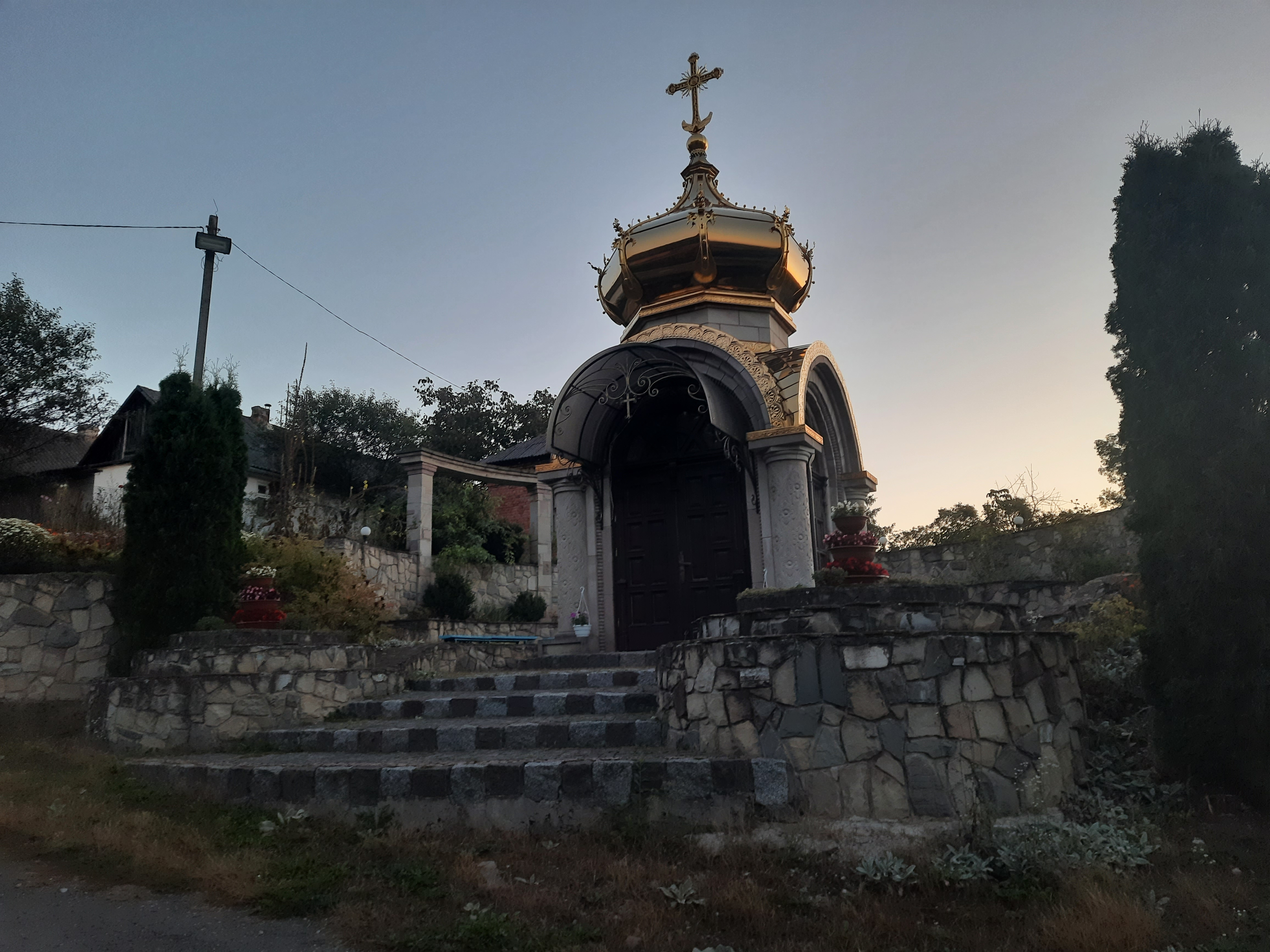
Капличка Покрови Пресвятої Богородиці.
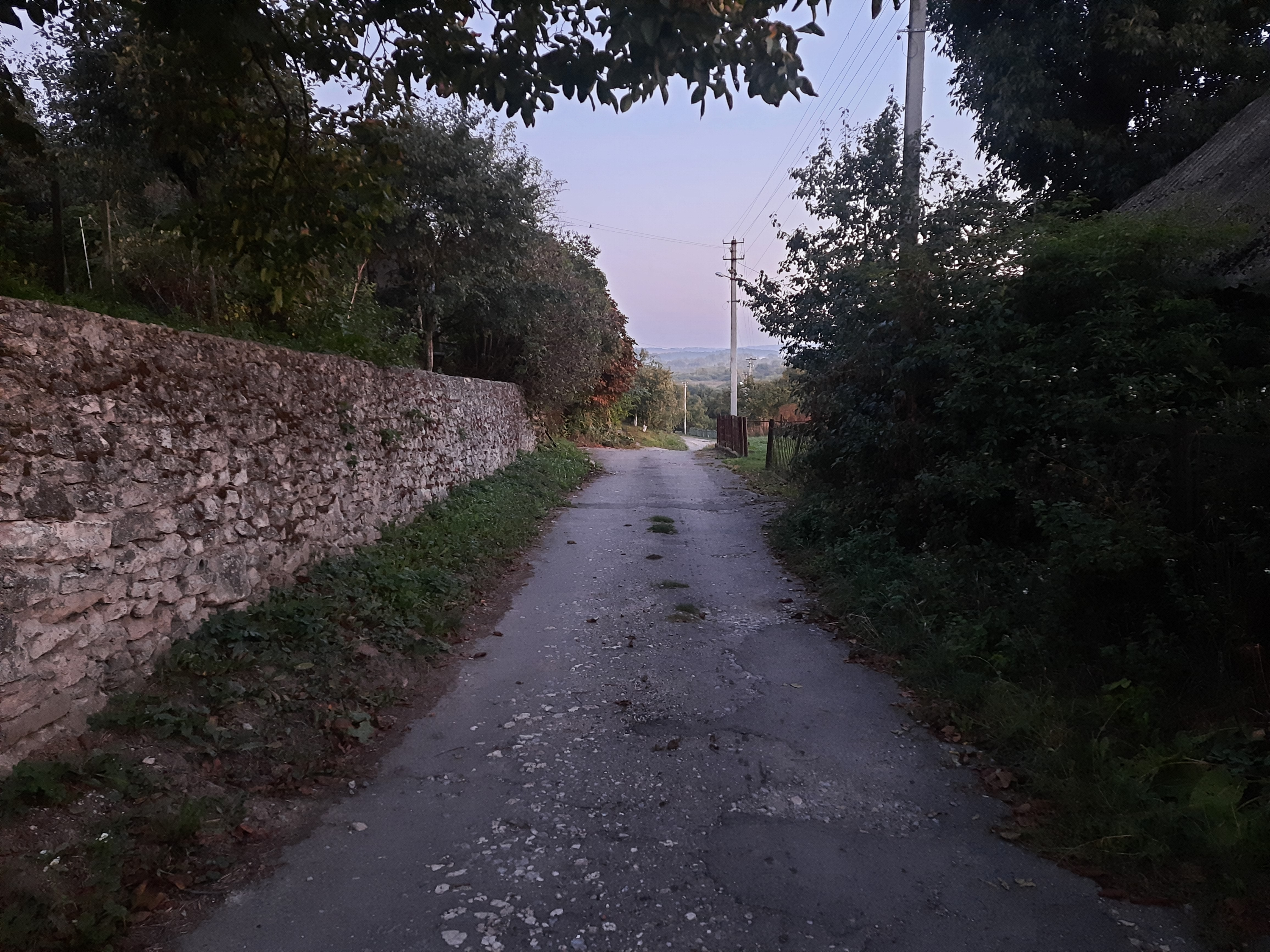
Сільська вулиця
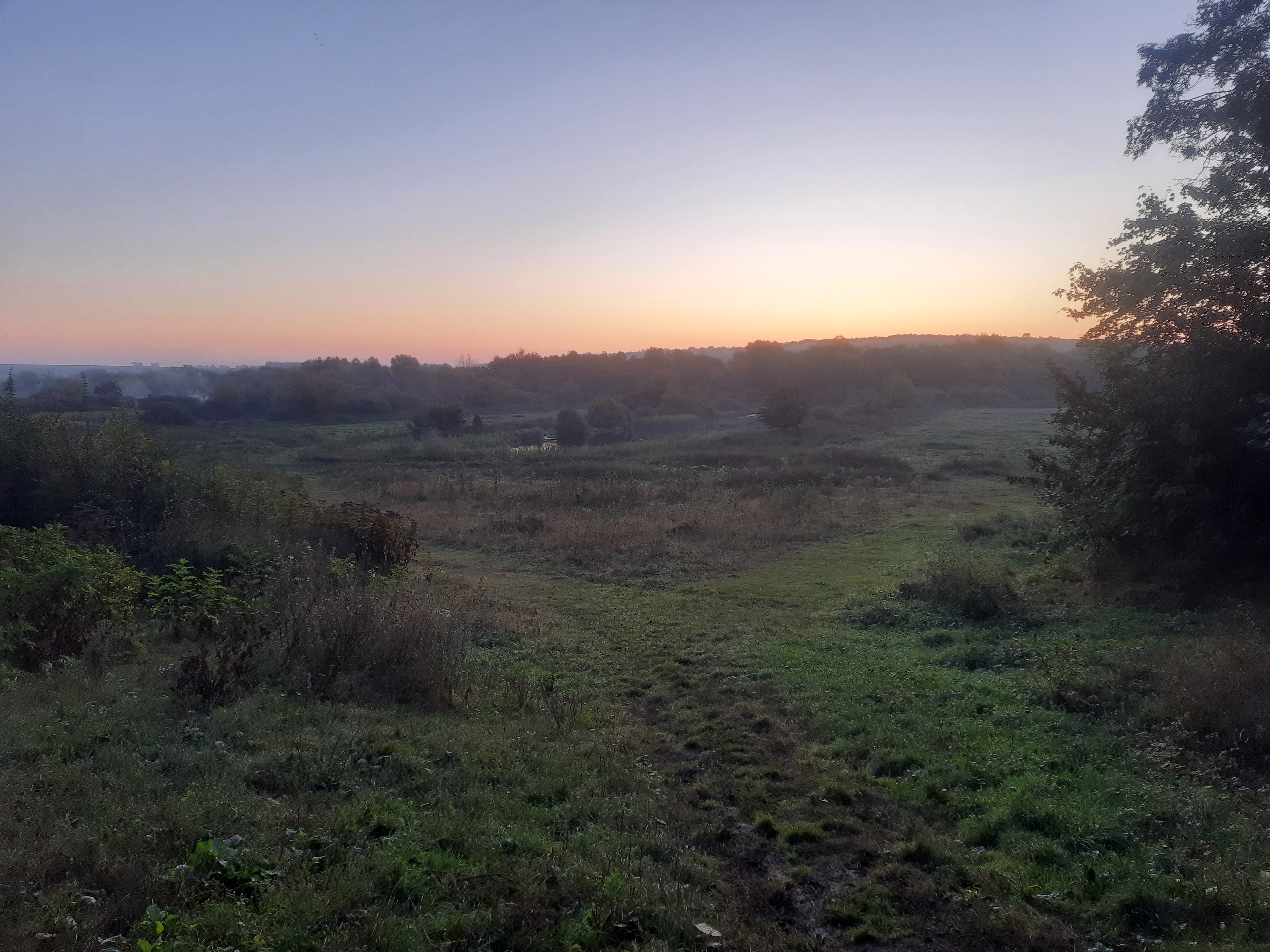
Краєвид біля села